# Ингрид Шведска
Ингрид Шведска (28 март 1910 – 7 ноември 2000) е шведска принцеса и кралица на Дания – съпруга на датския крал Фредерик IX.

## Произход и брак
Ингрид е родена на 28 март 1910 г. в Стокхолм, като Ингрид Виктория София Луизе Маргарета, принцеса на Швеция. Тя е трето дете на шведския крал Густав VI Адолф, тогава още кронпринц на Швеция, и на британската принцеса Маргарет Конаут, която е внучка на кралица Виктория. Майката на Ингрид умира през 1920 г., след което баща ѝ се жени повторно за лейди Луиза Маунтбатън.
На 24 август 1935 г., в Стокхолм, Ингрид се омъжва за своя трети братовчед – датския кронпринц Фредерик. Двамата имат три дъщери:
- Принцеса Маргрете Датска (* 1940), която през 1972 г. се възкачва на датския престол като Маргрете II;
- Принцеса Бенедикте Датска (* 1944);
- Принцеса Анна-Мария Датска (* 1946), която през 1964 г. се омъжва за гръцкия крал Константинос II.

По време на немската окупация на Дания през Втората световна война кронпринцесата на Дания оказва голямо влияние върху отношенията между двореца и немските окупационни власти. Ингрид се превръща в символ на тихата съпротива срещу немските окупатори, показвайки непрекъснато солидарността си към датския народ и афиширайки подкрепата си за Англия и антихитлеристката коалиция.

## Кралица на Дания
Ингрид става кралица на Дания през 1947 г., когато съпругът ѝ се възкачва на датския престол като крал Фредерик IX. Като датска кралица Ингрид реформира етикета в датския двор и премахва много от остарелите обичаи в двореца, изграждайки една непринудена атмосфера по време на официалните приеми.
Съпругът на Ингрид умира през 1972 г. и на датския престол се възкачва най-голямата им дъщеря Маргрете II. Същата година, след като се заклева в датската конституция, Ингрид е обявена за Регент и представител на монархията в отсъствието на дъщеря ѝ и внука ѝ.
Ингрид умира в двореца Фреденсборг на 7 ноември 2000. Погребана е до съпруга си в копенхагенската катедрала Роскиле.